# Yma Súmac
Yma Súmac, pseudoniem van Zoila Augusta Emperatriz Chavarri del Castillo (Ichocán, 13 september 1922 - Los Angeles, 1 november 2008), maakte als Peruaanse zangeres in de jaren vijftig furore als vertolkster van exotische muziek. Zij werd voornamelijk bekend vanwege haar stembereik dat vier octaven omvatte. In Nederland en België is men vooral bekend met de zang van Súmac, door de zingende heks uit het sprookje De Indische Waterlelies in de Efteling.

## Levensloop

### Naam, geboorte en jeugd
De persoon Yma Súmac (haar naam wordt ook weleens als Ymma Sumak of Imma Sumack gespeld) is in nevelen gehuld. Zo was er geruime tijd onzekerheid over haar naam, geboortedatum en geboorteplaats. Na haar overlijden is door de geboorteakte duidelijk geworden dat Yma Súmac op 13 september 1922 geboren is in Ichocán, een district in Peru. Andere data die in verschillende biografieën genoemd werden variëren van 1921 tot 1929. Het gerucht dat Yma Súmac geen Peruaanse was maar een Amerikaanse, geboren in Brooklyn als Amy Camus (het omgekeerde van Yma Súmac), was al in de jaren vijftig als fabel ontmaskerd. Haar artiestennaam is afgeleid van die van haar moeder, Ima Shumaq, Quechua voor Wat mooi!.

### Huwelijk en scheiding
Yma Súmac was in 1942 voor het eerst op de radio te horen. Zij huwde op 6 juni 1942 op 21-jarige leeftijd met de componist en bandleider Moisés Vivanco. Uit hun huwelijk werd in 1949 een zoon, Charles, geboren. In 1957 scheidde zij van Vivanco maar in 1959 trouwde ze weer met hem. In 1965 scheidden zij opnieuw van elkaar.

### Volksliederen en het Inca Taky Trio in de VS
Yma Súmac nam in 1943 in Argentinië minstens achttien Peruaanse volksliederen op. Veel van deze liederen zijn uitgebracht op de cd La Voz (De Stem). Deze vroege opnames voor het label Odeon kenmerkten Moisés Vivanco’s band Compañia Peruana de Arte, een groep van 46 dansers, zangers en musici. In 1946 verhuisden Yma Súmac en Vivanco naar New York, waar zij optraden als het Inca Taky Trio-gezelschap met Moisés Vivanco als gitarist, Yma als sopraan en Yma’s nicht Cholita Rivero als alt.
Zij produceerde een aantal loungeopnames die worden gekenmerkt door de Hollywoodversies van Zuid-Amerikaanse volksliederen, gerelateerd aan de Incacultuur. De combinatie van haar unieke stem, haar exotische uiterlijk en haar extravagante persoonlijkheid maakte haar populair bij het Amerikaanse publiek.
Tijdens het hoogtepunt van haar carrière trad ze op in films als Secret of the Incas (1954) en Omar Khayyam (1957). Ook in Mexico maakte zij haar opwachting in enkele (obscure) films. Op 22 juli 1955 verkreeg zij het Amerikaanse staatsburgerschap.

### Wereldtournee
Mogelijk als gevolg van financiële problemen begon het Inca Taky Trio in 1961 aan een wereldtournee, die vijf jaar zou duren. Het trio trad onder meer op in de Sovjet-Unie, Europa, Azië en Latijns-Amerika. Het optreden in Boekarest (Roemenië) werd opgenomen op het album Recital, haar enige ‘live concert’ op plaat. Naar verluidt was koningin Wilhelmina een fan van Súmac.

### Terugkeer naar Peru
In 1971 bracht ze een rockalbum uit genaamd Miracles; daarna keerde zij terug naar Peru. Ze trad in de jaren zeventig nog een paar keer op in Peru en New York. In de jaren tachtig had ze een paar concerten in de Verenigde Staten, onder meer in The Ballroom te New York (1987) en een aantal shows in San Francisco. In datzelfde jaar nam zij een lied op voor het album Stay Awake met liederen van Disney-films. Vanwege haar "Ballroom"-optredens werd zij, mede vanwege haar kostuums en het hoge camp-gehalte van haar optredens, een homo-icoon.

### Optredens in Noord-Amerika en Europa
In 1989 zong Súmac nogmaals in The Ballroom in New York. In maart 1990 speelde zij de rol van Heidi in het stuk Follies van Stephen Sondheim in Long Beach, Californië. In 1990 maakte ze ook een korte Europese tournee, waarbij ze op de Nederlandse tv een interview gaf met Hans van Willigenburg; ook gaf ze concerten in Brussel en Parijs. Voor de toenmalige Vlaamse zender BRT trad ze op in het oudejaarsavondprogramma. In Duitsland nam zij de dancesingle Mambo Con Fusion op, die op cd-single en maxivinylsingle verscheen, deze werd eveneens weer snel uit de verkoop genomen omdat er geen rechten voor waren betaald. Hoewel er enkele nieuwe opnamen voor werden gemaakt was het geheel vooral een mix van haar oude lied Chicken Talk (Mambo album). Ook werd de net uitgekomen cd-versie van haar album Voice of the Xtabay gedurende vijf jaar uit de winkels geweerd. In de zomer van 1996 gaf Yma Súmac een aantal concerten in San Francisco en Hollywood. In juli 1997 had zij nog twee optredens in Montreal (Canada), als onderdeel van het Montréal International Jazz Festival. 

### Overlijden
Yma Súmac bracht het laatste half jaar van haar leven door in een verpleeghuis in Los Angeles nadat in februari 2008 darmkanker bij haar was geconstateerd; zij overleed aan de gevolgen hiervan op 1 november 2008, 86 jaar oud.

## Efteling
Ter gelegenheid van het vijftienjarige bestaan van de Efteling opende het park in 1966 het jubileumsprookje De Indische Waterlelies, geschreven door koningin Fabiola van België. Het sprookje verhaalt van sterrenkinderen die door een heks worden betoverd en veranderen in waterlelies. Voor de zang van de heks heeft de Efteling gebruikgemaakt van de stem van Yma Súmac met gedeeltes uit de nummers Taita Inty (Maagd van de zonnegod) en Choladas (Dans van het maanfestival).

## Trivia
- De werking van haar stembanden werd gefilmd door onderzoekers van het Academisch Ziekenhuis Leiden.
- Prins Bernhard was een fan van haar.
- Kort voor haar overlijden was haar stem te horen in de Olareclame voor een nieuw product, de Magnum-Ecuador.
- In 1992 maakte Gunther Czernetsky een documentaire getiteld Yma Súmac – Hollywoods Inkaprinzessin (Yma Súmac – Hollywoods Incaprinses).
- In 1993 maakte Jean-Baptiste Erreca een documentaire, getiteld "Yma Súmac, La Casta Fiore Inca".[1]

## Opnamen
- Voice of the Xtabay (1950), Capitol H-244 (10" lp)
- Inca Taqui (1953), Capitol L-243 (10" lp)
- Voice of the Xtabay, Capitol W-684 (beide voorgaande albums op een 12" lp)
- Legend of the Sun Virgin (1953), Capitol T-299
- Mambo (1954), Capitol T-564
- Legend of the Jivaro (1957), Capitol T-770
- Fuego Del Andes (1959), Capitol ST 1169
- Recital/Live in Bucharest (1961), ELECTRECOR EDE073
- Miracles (1971), London XPS 608